# Пета македонска ударна бригада
Пета македонска (прилепска) народоосвободителна ударна бригада е комунистическа партизанска единица във Вардарска Македония, участвала в така наречената Народоосвободителна войска на Македония.
Създаден е на 2 август 1944 година в местността Влашки колиби в близост до село Сборско. Състои се от 750 души от района на Прилеп, Народоосвободителен батальон „Мирче Ацев“ от втора македонска ударна бригада и партизани от Велешко-прилепски народоосвободителен партизански отряд „Трайче Петкановски“. На 12-13 август 1944 година води сражения при Капиново, Богомила, на 25 август при села Бреза, на 28 август при Здуне. На 10 септември бригадата влиза в състава на четиридесет и девета македонска дивизия на НОВЮ. На 23 септември води сражения при селата Степанци и Извор, на 1 октомври Койнари, на 2-6 октомври Иваневци, Тройкърсти, на 13 октомври Буково и Прентов мост. В периода 29 октомври-2 ноември участва в овладяването на Прилеп, на 5 ноември на Ресен, а на 7 ноември на Охрид. На 25 декември 1944 година влиза в състава на Осма македонска дивизия на КНОЮ.
През есента на 1944 година бригадата участва в репресии над македонски българи в Прилепско и Велешко.

## Участници
- Борис Стояновски, командир (от октомври 1944)[4]
- Методи Поповски, командир (2 август-средата на октомври 1944)
- Илия Йовановски, заместник-командир (от 2 до 28 август 1944)
- Гьоре Велковски, политически комисар (2 август-средата на октомври 1944)
- Панде Ташковски, политически комисар (от средата на октомври 1944)
- Любен Георгиевски – Люпта – заместник-политически комисар (2 август-средата на октомври 1944)
- Пецо Атанасовски – Думбало – заместник-политически комисар (от средата на октомври 1944)
- Павле Игновски
- Александър Матковски
- Димитър Стоянов - Мире
- Гьоре Гьорески
- Иван Бежиновски – Каре – началник-щаб